# مسجد بيت المكمور الكبير
مسجد بيت المكمور الكبير (بالاندونيسية: Masjid Agung Baitul Makmur) هي واحد من أكبر وأروع المساجد في المناطق الساحلية الغربية من آتشيه بارات الواقعة في اقليم آتشيه في إندونيسيا.

## البناء
يقع مسجد بيت المكمور الكبير في قرية سيوبوك آتشيه بارات الواقعة في اقليم آتشيه في إندونيسيا، هناك وحدة معمارية تمثل بناء المسجد جمعت بين الشرق الأوسط وآسيا، وقد تم اختيار اللون البني جنبا إلى جنب مع الطوب الأحمر في بناء القبة، من سمات المسجد الواضحة أنه يمكن رؤيته بالعين المجردة، فهو مسجد مبني من ثلاثة قبب، قبة رئيسية يحيط بها قبتين مع وجود مأذنة صغيرة، المسجد يعتبر مزيج معماري نموذجي من الشرق الأوسط وآسيا، فقد جمع بين الرحابة والجمال المعماري بتشكيل هيكل كبير، جعل المسجد يصبح واحد من بين 100 مسجد جميل في إندونيسيا .

## العمارة
بناء المسجد اعتمد على مزج النمط المعماري في الشرق الأوسط وآسيا وآتشيه، واختيار اللون البني المشرق جنبا إلى جنب مع الطوب الأحمر في قبة المسجد، سمة المسجد أنه يمكن أن ينظر إليه على أنه مسجد من قبة رئيسية يحيط بها اثنتين من القبب الأصغر يحاذيها مأذنة صغيره، بوابة المسجد تمثل امتياز خاص قائمة بذاتها، داخل المسجد يتم استقبال المصلين من خلال غرفة الصلاة لالاضافة للطابق الثاني والميزانين، وفي الوسط هناك مسافة فسيحة، ويمكن أيضا ينظر إلى الطرز المعمارية من الشرق الأوسط في شكل المحراب، بني المحراب باللون البني الذهبي بالإضافة للون البرونزي .

## وصلات خارجية
- البوم صور المسجد